# Kacanovy
Kacanovy (en allemand : Kazanow) est une commune du district de Semily, dans la région de Liberec, en République tchèque. Sa population s'élevait à 208 habitants en 2021.

## Géographie
Kacanovy se trouve à 5 km au sud de Turnov, à 15 km au sud-ouest de Semily, à 25 km au sud-sud-est de Liberec et à 73 km au nord-est de Prague.
La commune est limitée par Turnov au nord, par Karlovice et Hrubá Skála à l'est, par Vyskeř au sud, et par Olešnice à l'ouest.

## Histoire
La première mention écrite du village date de 1615.

## Transports
Par la route, Kacanovy se trouve à 19 km de Železný Brod, à 23 km de Semily, à 30 km de Liberec et à 91 km de Prague.